# Breda-Prinsenbeek vasútállomás
Breda-Prinsenbeek vasútállomás vasútállomás Hollandiában, Breda községben, Prinsenbeek településen.

## Vasútvonalak
Az állomást az alábbi vasútvonalak érintik:
- Breda–Rotterdam-vasútvonal

## Kapcsolódó állomások
A vasútállomáshoz az alábbi állomások vannak a legközelebb:
- Lage Zwaluwe vasútállomás
- Breda vasútállomás